# William Edward Forster
William Edward Forster, född 11 juli 1818, död 6 april 1886, var en brittisk politiker.
Forster började son bana som textilfabrikör med drevs av starka allmänna och filantropiska intressen in i politiken och blev 1861 liberal medlem av underhuset. 1865 blev han undersekreterare för kolonierna i Russels regering. Hans kamp för rösträttens och folkundervisningens utvidgning till nya klasser gav honom en uppmärksammad ställning, och 1868 erhöll han en post i Gladstones regering, närmast med uppgift att reformera skolväsendet. Forsters skolreformförslag 1870 genomdrevs i något reviderat skick men skapade en mycket stark opposition. När Gladstone 1875 drog sig tillbaka från ledningen av liberala partiet, var Forster starkt ifrågasatt att bli hans efterträdare. I Gladstones andra regering blev Forster minister för Irland, just som detta land orsakade Storbritannien stora svårigheter. Då Gladstones ministär frigav Charles Stewart Parnell och andra som fängslats för sin delaktighet i de irländska oroligheterna, lämnade Forster sin post och regeringen. När Gladstone 1886 accepterat Home rule-programmet för Irland, motsatte sig Forster detta med all kraft. Klyftan hade då redan i andra frågor fördjupats mellan Gladstones mera frihetsvänliga och Forsters mera imperialistiskt betonade liberalism.